# لودمیلا آندون
لودمیلا آندون (انگلیسی: Ludmila Andone؛ زادهٔ ۲۹ ژانویهٔ ۱۹۸۹) بازیکن فوتبال اهل مولداوی است.
وی همچنین در تیم ملی فوتبال Moldova بازی کرده‌است.